# Katja Heinrich
Katja Heinrich (* 1975 in Neustrelitz) ist eine deutsche Schauspielerin.

## Leben
Nachdem Katja Heinrichs Vater, der Schauspieler Jürgen Heinrich, 1985 aus der damaligen DDR ausreisen musste, siedelte die Familie nach West-Berlin über, wo Heinrich das Abitur machte. Anschließend begann sie 1995 eine Schauspielausbildung an der Hochschule für Film und Fernsehen „Konrad Wolf“, die sie 1999 mit dem Diplom abschloss. Ihr Bühnendebüt gab sie 1998 am Theater unterm Dach in Berlin in den Stücken Die Zeit und das Zimmer und Bekannte Gesichter, gemischte Gefühle, jeweils von Botho Strauß. Es folgten längere Engagements am Nationaltheater Weimar (1998–2000), am Potsdamer Hans Otto Theater (2001–2004) und dem Grillo-Theater in Essen (2005–2010). Zwischendurch gastierte Heinrich am Staatsschauspiel Dresden und am Schauspiel Hannover. Gemeinsam mit ihren Kollegen Richard Saringer und Harald Schwaiger spielte sie als Trio austroPott 2015 in der Ehekomödie Die Wunderübung von Daniel Glattauer, mit Harald Schwaiger spielte sie ebenfalls Gut gegen Nordwind und Alle sieben Wellen , Der Gott des Gemetzels.
Erste Erfahrungen vor der Kamera machte Katja Heinrich bereits im Kindesalter, so unter anderem 1982 in einer Folge der DFF-Reihe Der Staatsanwalt hat das Wort. Ab 1999 folgten Rollen in verschiedensten Serien wie Wolffs Revier, Der letzte Bulle oder Mord mit Aussicht sowie in drei Tatort-Folgen und Fernsehfilmen wie Ein Kind wird gesucht.
Für ihre Darstellung im Kölner Tatort Tanzmariechen wurde sie 2017 für den Deutschen Schauspielpreis nominiert.
Darüber hinaus veranstaltet und konzipiert Katja Heinrich Liederabende und Lesungen („Wein, Weib... & Cello“), tritt mit verschiedenen Musikern auf Festivals auf (Kissinger Sommer, Beethovenfest Bonn, Moselmusikfestival u. a.), arbeitet als Regisseurin (am Mülheimer Schauspielstudio Ruhr), als Dozentin für Schauspiel und als systemischer Coach in verschiedenen Bereichen, so für Regisseure in der Schauspielführung, für Schauspieler zur Vorbereitung und Rollenarbeit und in der freien Wirtschaft (Swisslife Select, Bauport Berlin, HSBC, Caritas). 2021 hat sie am Theater Duisburg unter der Leitung von Axel Kober mit den Duisburger Philharmonikern den Sommernachtstraum aufgenommen.
Katja Heinrich lebt in Mülheim an der Ruhr und hat mit dem Cellisten Florian Hoheisel zwei Kinder. Gemeinsam mit ihrem Vater engagiert sie sich für den Förderverein KinderPalliativNetzwerk Essen e. V.

## Filmografie (Auswahl)
- 1981: Trompeten-Anton
- 1982: Der Staatsanwalt hat das Wort – Hoffnung für Anna
- 1987: Einzug ins Paradies – Der zweite Tag
- 1999: Wolffs Revier – Bis daß der Tod…
- 1999: Das Schloß meines Vaters
- 2000: Wolffs Revier – Die Zecke
- 2001: St. Angela – Psychospiele
- 2003: Wolffs Revier – Tot oder lebendig
- 2003: Anja und Anton – Rotkäppchen
- 2005: Kanzleramt – Außer Kontrolle
- 2006: Die Familienanwältin – Hunger
- 2011: Tatort – Zwischen den Ohren
- 2012: Der letzte Bulle – Nymphen und Don Juans
- 2013: Heldt – Gefährliches Spielzeug
- 2013: Tatort – Die chinesische Prinzessin
- 2014: SOKO Wismar – Bernd und Harry
- 2014: Ein Fall von Liebe – Sturz ins Bodenlose
- 2014: Mord mit Aussicht – Sankt Kennedy
- 2015, 2020: SOKO Köln – Der stumme Tenor, Schwarzes Schaf
- 2015: Mordshunger – Wilder Westen
- 2017: Tatort – Tanzmariechen
- 2017: SOKO Wismar – Tödlich frisch
- 2017: Ein Kind wird gesucht
- 2018: Die Füchsin – Spur in die Vergangenheit
- 2019: Die Spur der Mörder
- 2020: Rentnercops – Altes Eisen
- 2021: Ein Mädchen wird vermisst (Fernsehfilm)
- 2023: Briefe aus dem Jenseits
- 2023: Bettys Diagnose – Hängepartie
- 2024: Yvonne und der Tod